# Eduardo Paolozzi

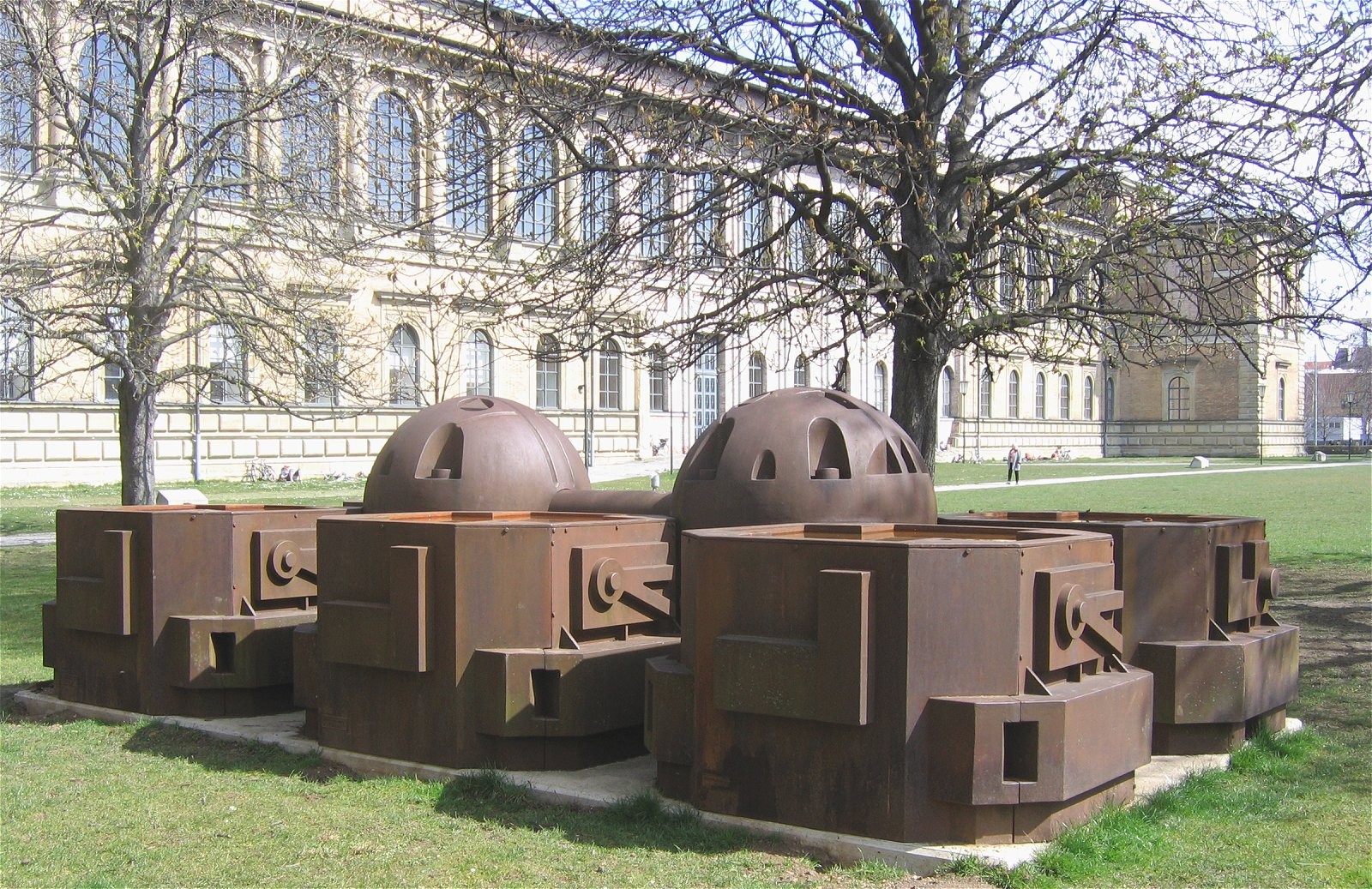
For Leonardo (1986). Skulpturenpark Alte Pinakothek, München (Foto: 2008)

Sir Eduardo Luigi Paolozzi KBE RA (* 7. März 1924 in Leith (Edinburgh); † 22. April 2005 in London) war ein schottischer Grafiker und Bildhauer. Er prägte die britische Pop-Art maßgeblich.

## Leben
Paolozzi kam in Schottland als Sohn italienischer Immigranten zur Welt. Im Juni 1940, als Italien Großbritannien den Krieg erklärte, wurde er – wie die meisten anderen italienischen Männer – als „Feindlicher Ausländer“ interniert.
1943 ging Paolozzi in seiner Heimatstadt auf das College of Art. 1944 nahm er an der St Martin’s School of Art ein Studium auf, von 1945 bis 1947 besuchte er die Londoner Slade School of Fine Art. 1947 wechselte Paolozzi für zwei Jahre nach Paris, wo er sich kurzzeitig an der Ecole des Beaux-Arts einschrieb und Künstler wie Arp, Brancusi, Giacometti, Léger und Dubuffet traf.
Zurück in London lehrte er ab 1949 an der Central School of Arts and Crafts Textildesign und anschließend von 1955 bis 1958 an der Martin’s School of Art die Bildhauerei.
1952 wurde er Mitglied der Independent Group, einer Vereinigung junger Künstler der Pop-Art.
Seine erste Einzelausstellung hatte Paolozzi 1947 in der Mayor Gallery, London. Eduardo Paolozzi war Teilnehmer der documenta II (1959), der documenta III (1964), der 4. documenta (1968) und auch der documenta 6 im Jahr 1977 in Kassel. Er vertrat Großbritannien bei der XXX. Biennale von Venedig 1960, bei der er den David-E.-Bright-Preis für den besten Künstler unter 45 Jahren gewann. 1968 zeigte die Kunsthalle Düsseldorf seine Plastik und Graphik in einer Einzelausstellung. Der Yorkshire Sculpture Park widmete Eduardo Paolozzi 1994 anlässlich seines 70sten Geburtstages eine große Ausstellung.
Paolozzi lehrte auch an deutschen Hochschulen. Zwischen 1960 und 1962 erhielt er eine Gastprofessur an der Hamburger Hochschule für Bildende Künste. 1977 wurde er an die Fachhochschule Köln – Fachbereich Kunst und Design – (Kölner Werkschulen) auf den Lehrstuhl für Keramik berufen. 1981 wechselte Paolozzi an die Akademie der Bildenden Künste München, wo er bis zu seiner Emeritierung im Jahre 1989 lehrte.
Paolozzi wurde 1979 zum Mitglied der Royal Academy of Arts, 1986 zum Sculptor in Ordinary for Scotland berufen und 1989 durch Königin Elisabeth II zum Ritter (Knight Commander) ernannt.
1994 übergab Paolozzi der Scottish National Gallery of Modern Art einen Großteil seines Werkes und der Einrichtung seines Künstlerateliers. Die Schottische Nationalgalerie eröffnete daraufhin 1999 die Dean Gallery, Edinburgh, die diese Sammlung und eine Nachbildung seines Ateliers zeigt.
2001 erlitt Paolozzi einen beinahe tödlichen Gehirnschlag, in der Folge war er auf einen Rollstuhl angewiesen. Er starb im April 2005 in einem Londoner Krankenhaus.

## Werk
Paolozzis Werk ist stark beeinflusst von seinem Interesse für die Massenmedien, er interessierte sich für alltägliche Gebrauchsgegenstände und insbesondere Kitsch. Paolozzi entwickelte – als Immigrant frei von „englischen“ Traditionen – einen einzigartigen Stil, der, in Erweiterung surrealistischer Ideen, kurzlebige Belange des täglichen Lebens miteinschließt. Er verwendete für seine Arbeiten eine große Bandbreite an Materialien. In seinen frühen Skulpturen, viele aus Aluminium, nahmen Assemblagen aus Altstoffen, zusammengesammelt auf dem Schrottplatz, humanoide Formen an, die sich später zu hochglänzenden roboterartigen Gestalten entwickelten.
Später schuf er komplexe mechanistische Fantasieszenarien, die der wissenschaftlichen Entwicklung und industriellen Technologie der Nachkriegszeit huldigen. Eine Skulptur im Yorkshire Sculpture Park war Kindern als Spielplatz gewidmet; das Formenvokabular sollte die Fantasie der Kinder ansprechen und zum Klettern und Versteckspielen animieren. Die gartenarchitektonische Brunnenanlage o.T. (1989) in München wie auch das Brunnen-Environment in Rheingarten, Köln, haben einen ähnlichen Charakter.
In den sechziger und siebziger Jahren bediente sich Paolozzi u. a. auch mehrerer Illustrationen aus Büchern des deutschen Arztes und Sachbuchautors Fritz Kahn (1888–1968) und verarbeitete dessen Mensch-Maschine-Analogien künstlerisch, z. B. mit dem Siebdruck „Wittgenstein in New York“ (1965), der Druckserie „Secrets of Life – The Human Machine and How it Works“ (1970) oder auch für die Gestaltung des Buchtitels „Lost in the Funhouse“ (Penguin, 1972). Diese zufällige Entdeckung machten die Geschwister Uta von Debschitz und Thilo von Debschitz bei ihren Recherchen zu Leben und Werk Fritz Kahns.
Zu Paolozzis bekanntesten Werken zählen das Cover für Paul McCartneys Album Red Rose Speedway (1973) und die Farbmosaike auf dem U-Bahnhof Tottenham Court Road in London (1983–85). Im Donaupark Linz steht seine Hommage à Anton Bruckner. Von seiner Münchner Zeit zeugen allein drei Arbeiten in München: For Leonardo (1986), Eisenguss, im Skulpturenpark der Pinakotheken; eine Brunnenanlage o.T. (1989) aus Bronze und Granit sowie Camera (1978/79), Gusseisen, vor dem Europäischen Patentamt. In seinem Münchner Studio entwickelte Paolozzi viele seiner Arbeiten und Konzepte.

## Galerie

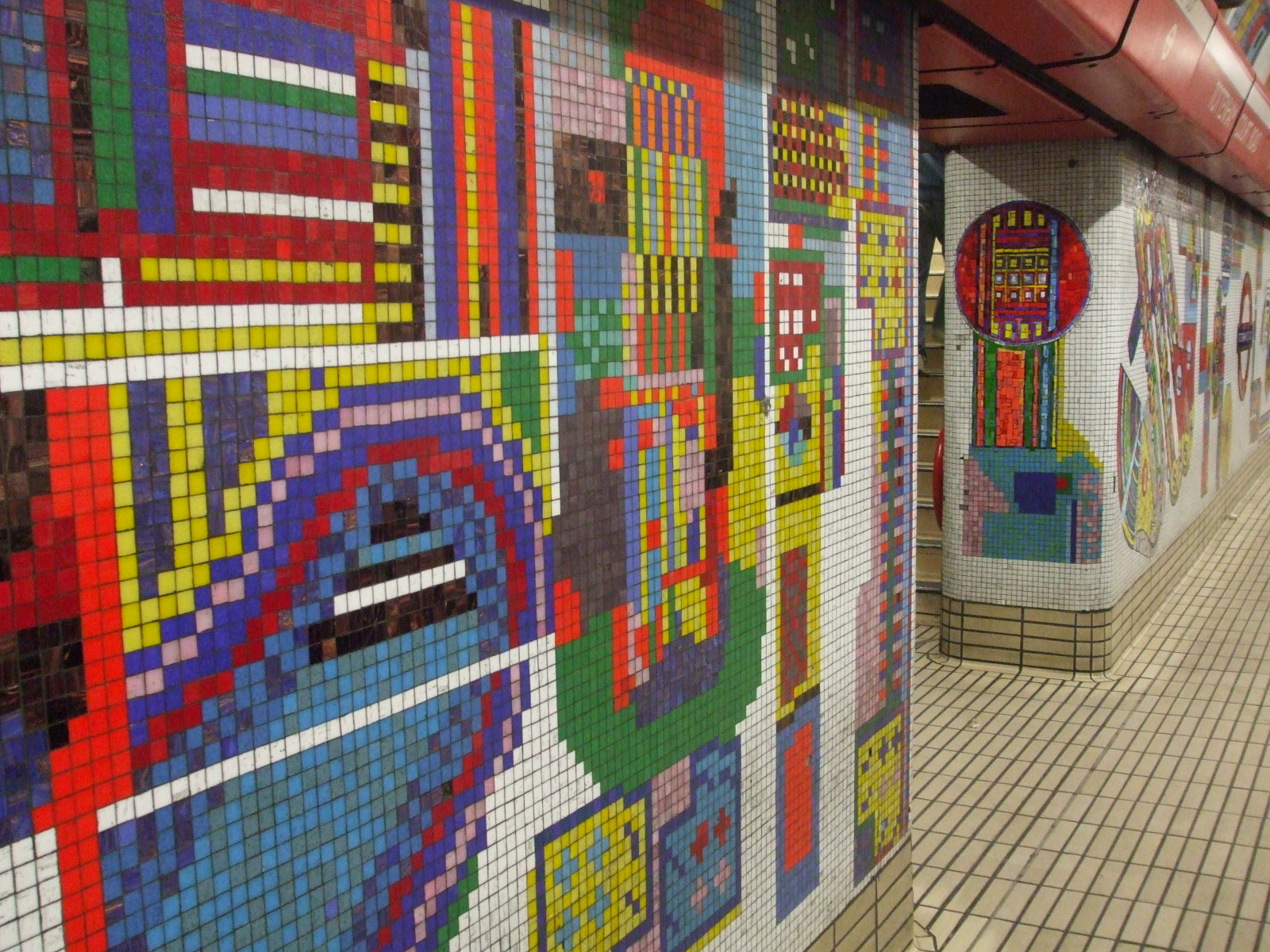
Mosaik (1983–85) in der U-Bahn-Station Tottenham Court Road, London (Ausschnitt)
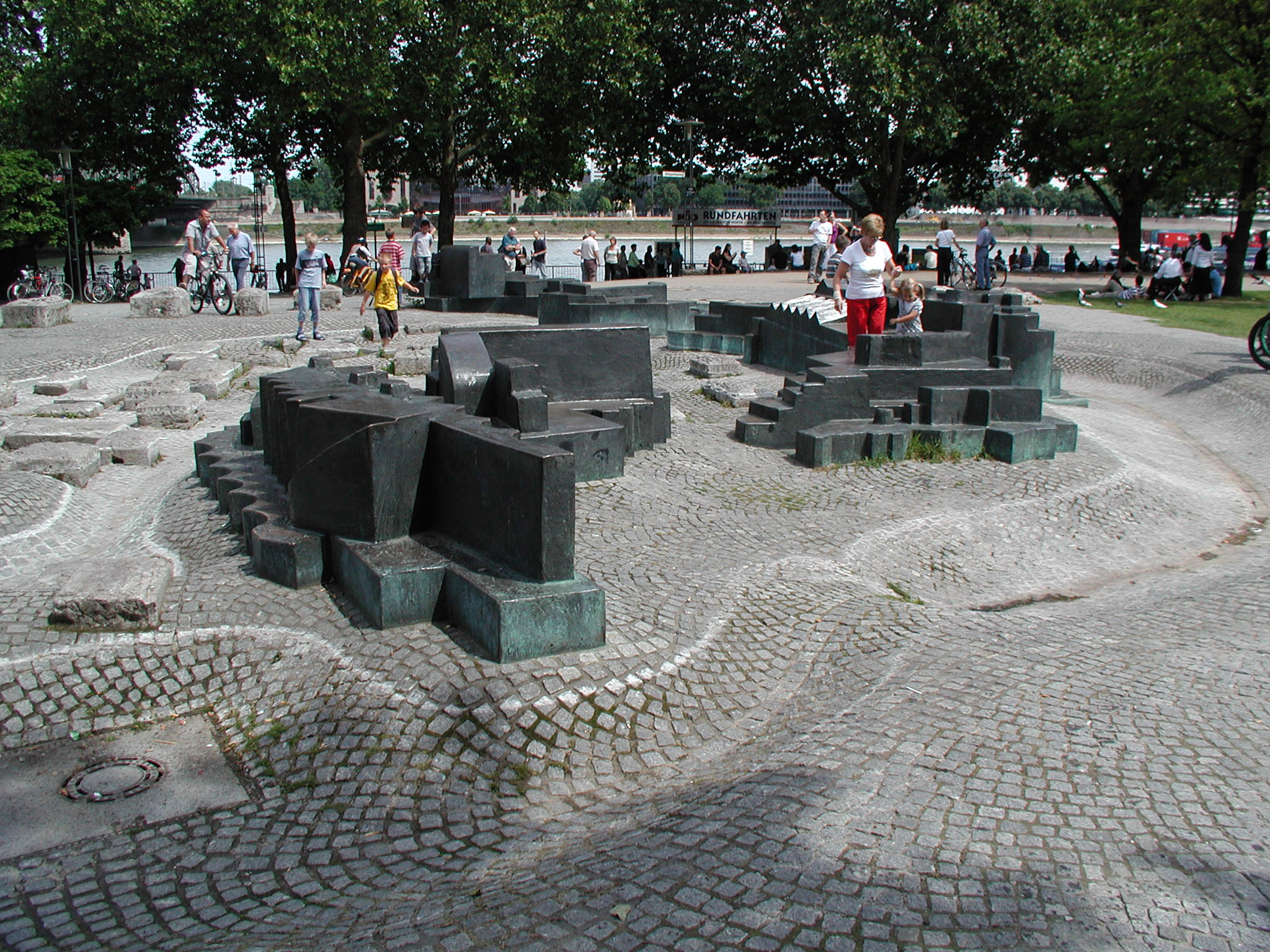
Rheingartenbrunnen (1984–1986), Köln
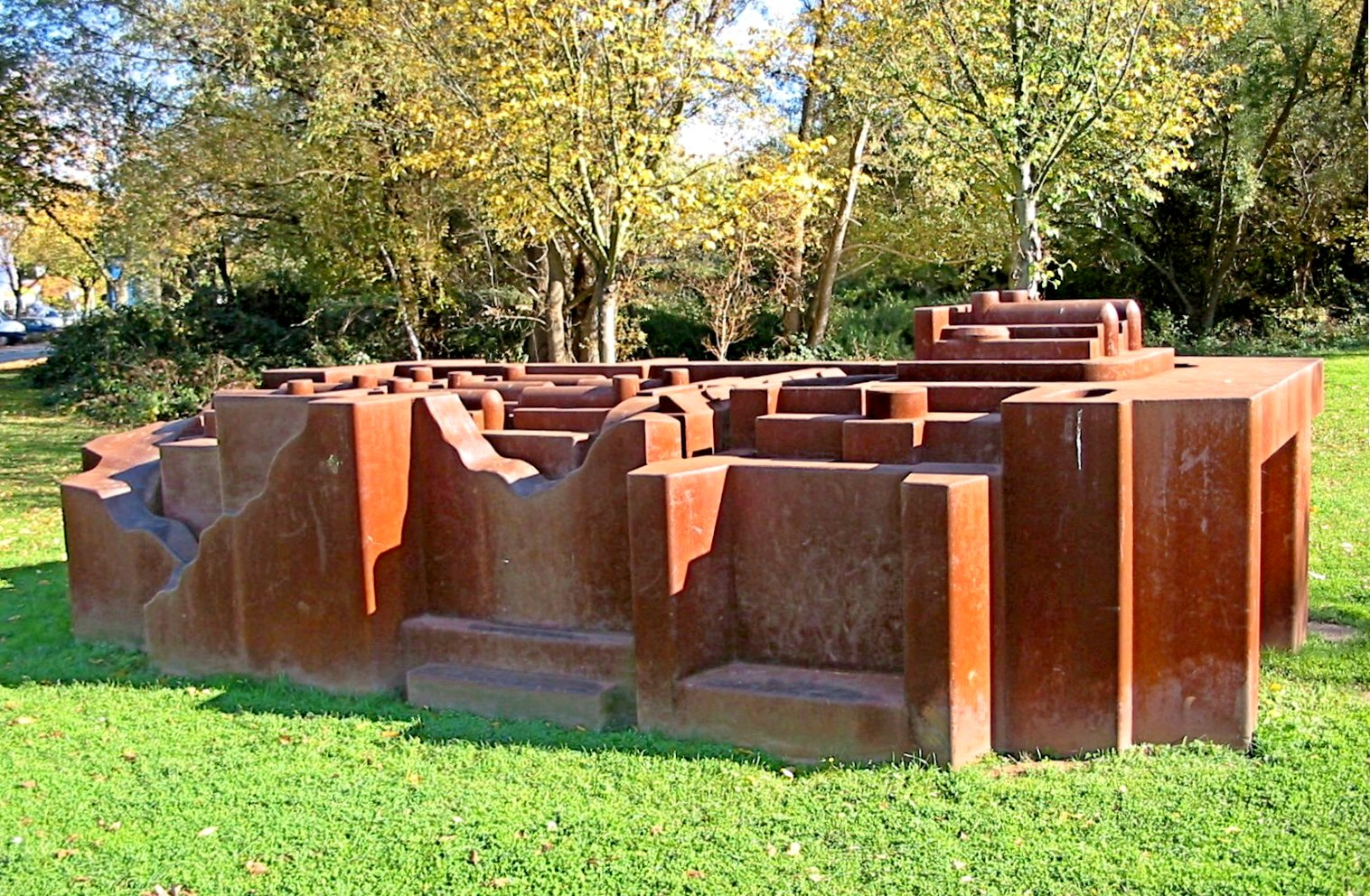
Akropolis (1990), Stahlsymposium Dillingen/Saar
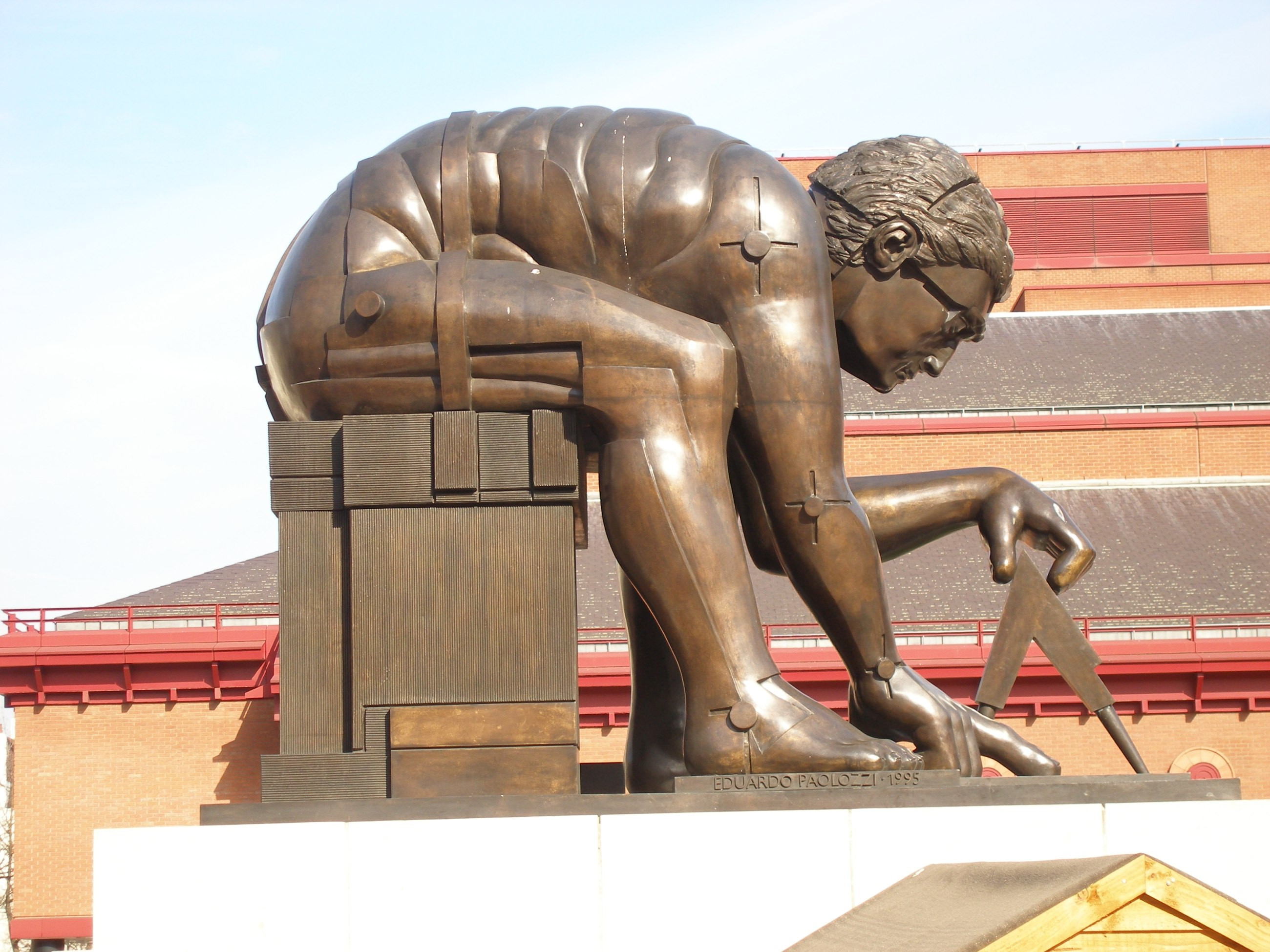
Newton (1995), im Hof der British Library, London
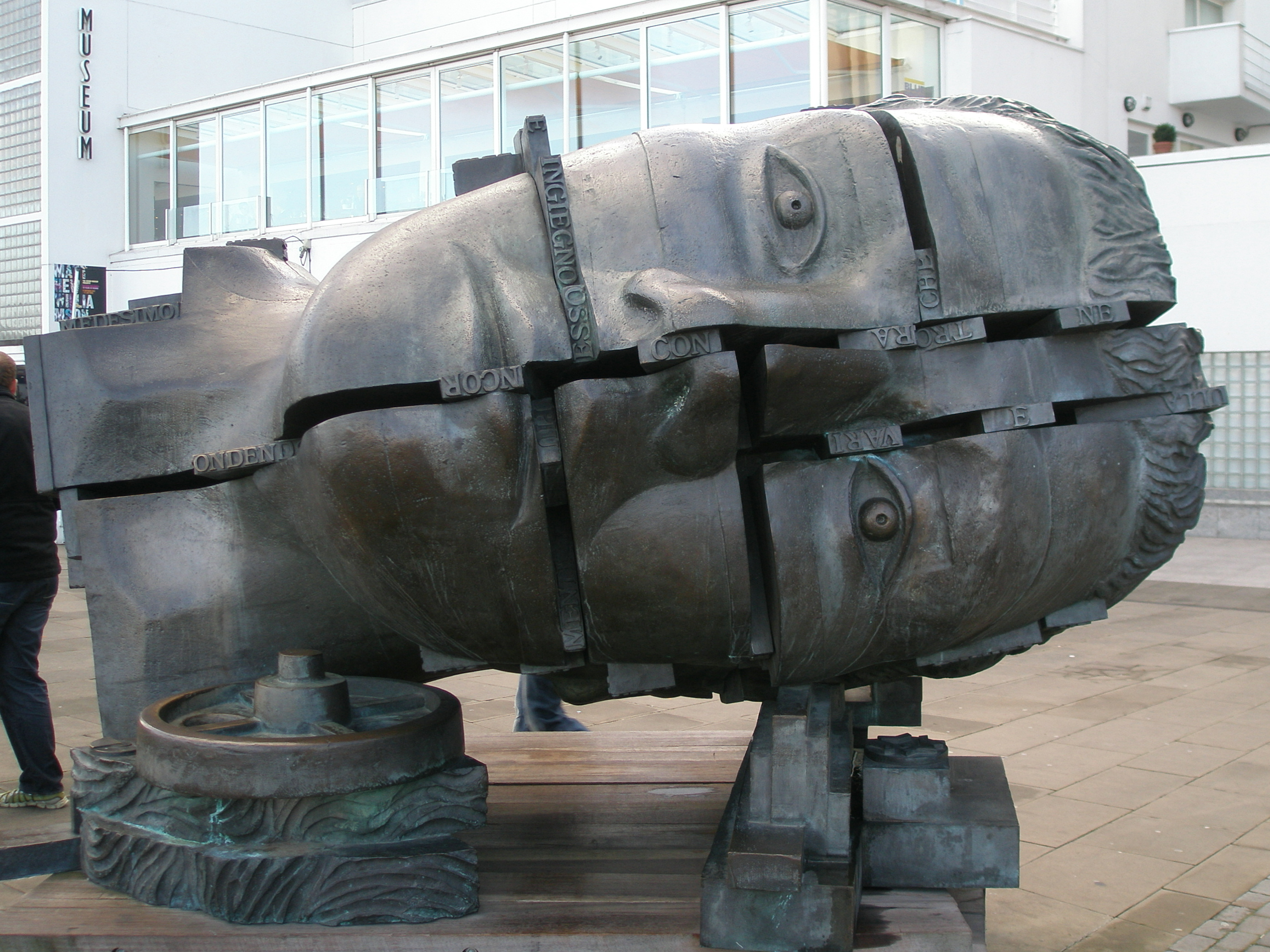
Head of Invention (2007), vor dem Design Museum, London